# Коронник венесуельський
Коронник венесуельський (Myiothlypis griseiceps) — вид горобцеподібних птахів родини піснярових (Parulidae).. Ендемік Венесуели. Його довгий час відносили до роду Коронник (Basileuterus), однак за результатами молекулярно-філогенетичного дослідження венесуельський коронник і низка інших видів були переведені до відновленого роду Myiothlypis

## Опис
Довжина птаха становить 14 см. Голова сіра, поцяткована численними білими, чорними і оливковими смужками і плямами. Верхня частина тіла оливково-зелена, нижня частина тіла жовта. Дзьоб чорний, лапи тілесного кольору.

## Поширення і екологія
Венесуельські коронники поширені в горах Кордильєра-де-Каріпе в штатах Монагас (Серро-Турумікіре і Серро-Негро в національному парку Ель-Гуачаро), Ансоатегі і на південному заході Сукре. Вони живуть в густому підліску тропічних дощових і хмарних лісів на висоті від 1200 до 2440 м над рівнем моря (найчастіше вони зустрічаються на висоті від 1400 до 2100 м над рівнем моря).

## Збереження
МСОП вважає цей вид таким, що знаходиться під загрозою зникнення. Популяція венесуельських коронників нараховує 1600—7000 птахів. Їм загрожує знищення природного середовища.